# Salmonidae
Salmonidae (salmonídeos) é a única família de peixes actinopterígeos pertencente à ordem Salmoniformes. Os salmões e as trutas do género Salmo dão o nome a esta família e à respectiva ordem.
Os salmoniformes divergiram da ordem Esociformes há cerca de 110 milhões de anos, no Cretácico e juntamente com estes formam a superordem Protacanthopterygii.
Os salmoniformes ocorrem em todos os ambientes aquáticos, de água doce a salgada. A maioria das espécies vivem no mar, regressando aos rios onde nasceram para desovar e morrer de seguida. Originalmente, são oriundos de águas frias do Hemisfério Norte, mas foram introduzidos em quase todos os continentes uma vez que muitas espécies têm valor comercial ou desportivo.
O grupo inclui 66 espécies divididas em 11 géneros.

## Classificação
- Família: Salmonidae
  - Subfamília: Coregoninae
    - Coregonus
    - Prosopium
    - Stenodus

  - Subfamília: Thymallinae
    - Thymallus

  - Subfamília: Salmoninae
    - Brachymystax
    - Hucho
    - Oncorhynchus (salmões e trutas do Pacífico)
      - Oncorhynchus mykiss - truta-arco-íris

    - Parahucho
    - Salmo (salmões e trutas do Atlântico)
    - Salvelinus
    - Salvethymus